# Richard Olsen
Peter Richard Olsen (ur. 31 października 1911 w Sorø, zm. 13 lutego 1956 tamże) – duński wioślarz, srebrny medalista olimpijski.
Wystartował w dwójkach bez sternika na igrzyskach olimpijskich w Berlinie w 1936 roku. W parze z Harrym Larsenem wywalczył srebrny medal. W wyścigu finałowym walkę o złoto przegrali o 3,1 sekundy z reprezentantami III Rzeszy. Był to jego jedyny start olimpijski.
W tej samej konkurencji zdobył również srebrny medal na mistrzostwach Europy w Amsterdamie (1937) i brązowy na mistrzostwach Europy w Mediolanie (1938). Na mistrzostwach Europy w Budapeszcie (1933) wywalczył złoty medal w czwórkach bez sternika. Ponadto zdobył złoto w czwórkach ze sternikiem na mistrzostwach Europy w Liège (1930) oraz srebro w tej konkurencji na mistrzostwach Europy w Bydgoszczy (1929), mistrzostwach Europy w Paryżu (1931) i mistrzostwach Europy w Belgradzie (1932).